# Улица Тимирязева (Челябинск)
У́лица Тимиря́зева — улица в Советском районе города Челябинска. Проходит с востока на запад от улицы Третьего Интернационала до улицы Воровского, сливается с улицей Сони Кривой. Названа в честь российского биолога Климента Тимирязева.
Нумерация домов — по московской системе, номера возрастают с востока на запад, северная сторона улицы — чётная. Улица пересекает площадь Революции. На улице Тимирязева находятся (а также непосредственно к ней прилегают) молочный комбинат, областной перинатальный центр (отделения гинекологии, ультразвуковой диагностики, патологии беременности ранних сроков, диагностическая клиника одного дня), лицей № 11, центр искусств «Театр+Кино» (кинотеатр имени А. С. Пушкина, театр «Манекен»), отдел ЗАГС Советского района города, управление Южно-Уральской железной дороги, городская администрация, Челябинвестбанк, а также памятники революционеру С. М. Цвиллингу, поэту М. М. Джалилю и мемориальные доски архитектору Ф. Л. Серебровскому, инженеру А. А. Оатулу, писателю Я. Гашеку.
Транспортное значение улицы невелико: улица Тимирязева проходит параллельно проспекту Ленина, однако не является полноценным его дублёром в силу малой ширины проезжей части и наличия одностороннего движения (от улицы Свободы до улицы Елькина, кроме общественного транспорта). Общественный транспорт центральной и западной части улицы (от улицы Свободы) — троллейбус № 5 (АМЗ — ТК «Синегорье»), ранее[когда?]

 — автобус и маршрутные такси. В 1976—1977 по улице Тимирязева осуществлялось троллейбусное движение в обход проспекта Ленина почти по всей её длине: от улицы Российской до самого конца и далее — по улице Сони Кривой до улицы Красной, в 1977—1978 — от Российской до Пушкина.